# 中央 (鎌ケ谷市)
中央（ちゅうおう）は、千葉県鎌ケ谷市の地名。現行行政地名は中央一丁目及び中央二丁目。郵便番号は273-0124。

## 地理
鎌ケ谷市の地理的中央に位置する。北西で新鎌ケ谷、北東で初富、東で南初富、西で初富本町、南で富岡と隣接する。

## 世帯数と人口
2017年（平成29年）11月1日現在の世帯数と人口は以下の通りである。
| 丁目       | 世帯数  | 人口    |
| ---------- | ------- | ------- |
| 中央一丁目 | 334世帯 | 679人   |
| 中央二丁目 | 648世帯 | 1,427人 |
| 計         | 982世帯 | 2,106人 |

## 小・中学校の学区
市立小・中学校に通う場合、学区は以下の通りとなる。
| 丁目       | 番地                | 小学校                 | 中学校                 |
| ---------- | ------------------- | ---------------------- | ---------------------- |
| 中央一丁目 | 13～18番            | 鎌ケ谷市立五本松小学校 | 鎌ケ谷市立鎌ケ谷中学校 |
| 中央一丁目 | 1〜8番 19〜20番     | 鎌ケ谷市立鎌ケ谷小学校 | 鎌ケ谷市立鎌ケ谷中学校 |
| 中央二丁目 | 1～2番 3番（一部）  | 鎌ケ谷市立鎌ケ谷小学校 | 鎌ケ谷市立鎌ケ谷中学校 |
| 中央二丁目 | 3番（一部） 4〜23番 | 鎌ケ谷市立五本松小学校 | 鎌ケ谷市立鎌ケ谷中学校 |

## 交通
初富駅が町内にある。北部では新鎌ヶ谷駅を利用した方が早いところも存在する。
また、西端を国道464号と重複区間の千葉県道8号船橋我孫子線（船取線）が走っている。

## 施設
公共
- 鎌ケ谷市立図書館本館
- 鎌ケ谷市郷土資料館
- 鎌ケ谷中央一郵便局

教育
- 鎌ケ谷市立鎌ケ谷小学校
- かまがや幼稚園